# Kurde du Sud
Le kurde du Sud (کوردی خوارین , kurdîy xwarîn), kellhurrî ou kirmaşanî, est un groupe de dialectes kurdes, parlés principalement dans l'Est de l'Irak et l'Ouest de l'Iran.

## Répartition

Distribution des différents dialectes du kurde :
Kurmandji (kurde du Nord)
Sorani (kurde central)
Zazaki
Kurde du Sud (y compris Gurani)
zones dialectales mixtes

On rattache à ce groupe les dialectes kurdes parlés dans les provinces de Kermanchah et d'Ilam, au Kurdistan iranien. On lui rattache aussi certains dialectes du sud du Kurdistan irakien, parlés dans la région de Khanaqin et dans celle de Mandali. Le dialecte de la tribu kurde des Kakayî, installée près de Kirkouk, et ceux de la plupart des Kurdes yarsani, établis dans la province de Kermanchah, sont aussi considérés comme faisant partie de ce groupe.

## Dialectes
Parmi les dialectes du kurde du Sud on retrouve le gorani.